# Karabin maszynowy JaKB-12,7
Karabin maszynowy JakB-12,7 – wielolufowy wielkokalibrowy karabin maszynowy, konstrukcji radzieckiej.

## Historia
Karabin maszynowy JaKB-12,7 został opracowany przez dwóch konstruktorów: P. G. Jakuszewa i B. A. Borzowa jako następca przestarzałego wkmu A-12,7. Testy fabryczne przeprowadzono w roku 1969, a przyjęto go do uzbrojenia dopiero w roku 1977. Został on zastosowany jako uzbrojenie śmigłowca Mi-24D i Mi-24W, znajduje się on w zdalnie sterowanym stanowisku USPU-24. Ponadto wkm JaKB-12,7 wraz z dwoma karabinami maszynowymi GSzG-7,62 może być przenoszony w gondoli GUW. Taka gondola może stanowić uzbrojenie śmigłowców Mi-24W, Mi-24P oraz Ka-29TB. Opcjonalnie gondola GUW może zawierać zamiast wkmu JaKB-12,7 granatnik AGS-17A.
Wielolufowy karabin maszynowy JaKB-12,7 (4 lufy) działa na zasadzie wykorzystania energii gazów prochowych odprowadzanych przy strzelaniu kolejno z przewodów luf. Obrót bloku luf na początku strzelania może odbywać się za pomocą urządzenia rozruchowego lub pirotechnicznego. Zdalne sterowanie ogniem odbywa się za pomocą elektrospustu. Do pochłaniania energii odrzutu zastosowano odrzutnik.